# Kim Mu-hyeon
Kim Mu-hyeon (김무현?; Seul, 16 giugno 1941) è un ex cestista e allenatore di pallacanestro sudcoreano.

## Carriera
Da giocatore con la Corea del Sud ha disputato i Giochi di Tokyo 1964 e di Città del Messico 1968.
Da allenatore ha guidato la Corea del Sud ai Campionati del mondo del 1978.